# Mobile TV
A Mobile TV, também conhecida por Televisão Móvel, é um serviço que permite ver televisão no telemóvel. 

## Informações gerais
Este serviço é disponibilizado pela TMN VODAFONE e OPTIMUS em Portugal e foi lançado associado à rede 3,5G, dado que com as grandes velocidades de transmissão de dados atingidas por essa rede o serviço Mobile TV torna-se mais fluido e com menos interrupções na transmissão do áudio e do vídeo.
Existem outras tecnologias que suportam o serviço de TV Mobile que não são baseadas nas redes 3G ou qualquer outro tipo de tecnologia de transmissão de dados. São transmissões em formato digital diretamente para os receptores. Entre as principais tecnologias que hoje disputam a hegemonia mundial estão o DVB-H financiado pela comunidade europeia, o  ISDB-T financiado pelo Japão,  MediaFLO da norte-americana Qualcomm e o TDMB, de origem coreana.
Este método de transmissão permite aliviar as redes de dados das operadoras de telefonia móvel e assim reduzir a necessidade de investimentos em infra-estrutura. Já foram realizados testes piloto em diversos países e existem várias operações comerciais já em andamento em todas as tecnologias.
Já foram realizados testes piloto da tecnologia DVB-H em Lisboa pela SGC Telecom em 2005, no entanto não há, até agora, nenhuma publicação com os resultados do teste.